# Boxe nos Jogos Olímpicos de Verão de 1908

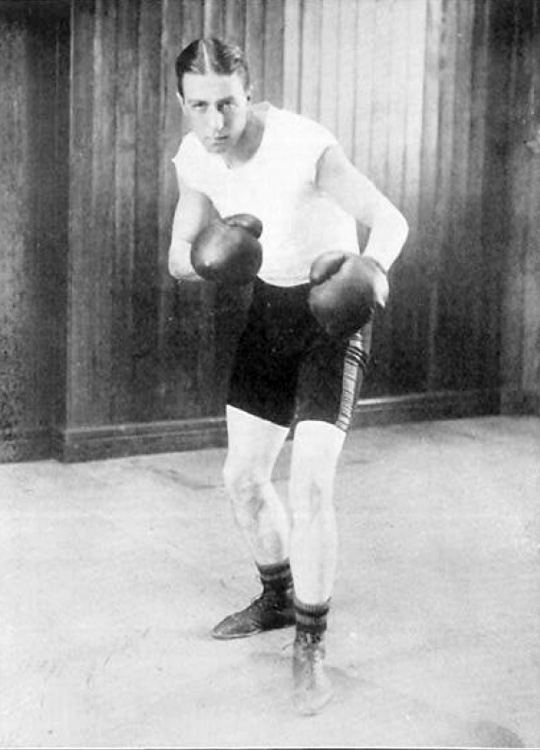
John Douglas da Grã-Bretanha conquistou o ouro na categoria até 71,7 kg

O boxe nos Jogos Olímpicos de Verão de 1908 foi realizado em Londres com cinco eventos sendo disputados. A prova foi dominada pela Grã-Bretanha que conquistou todas as medalhas de ouro possíveis. Toda a competição realizou-se em 27 de outubro.

## Peso galo (até 52,6 kg)
| Pos. | País               | Atletas      |
| ---- | ------------------ | ------------ |
|      | Grã-Bretanha (GBR) | Henry Thomas |
|      | Grã-Bretanha (GBR) | John Condon  |
|      | Grã-Bretanha (GBR) | William Webb |

| Quartas de final |     |           |               |     |
| Vencedor         | Cod | Resultado | Perdedor      | Cod |
| John Condon      | GBR | NOC 3º    | Pierre Mazior | FRA |
| William Webb     | GBR | 2 - 1     | Henry Perry   | GBR |
| A. Henry Thomas  | GBR | 2 - 0     | Frank McGurk  | GBR |
| Semi-final       |     |           |               |     |
| John Condon      | GBR | 2 - 0     | William Webb  | GBR |
| Final            |     |           |               |     |
| A. Henry Thomas  | GBR | 2 - 0     | John Condon   | GBR |

## Peso pena (até 57,2 kg)

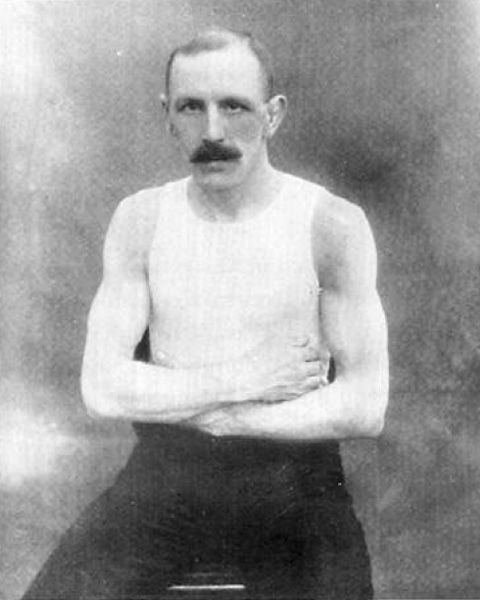
Richard Gunn conquistou mais uma medalha de ouro para a Grã-Bretanha no boxe

| Pos. | País               | Atletas        |
| ---- | ------------------ | -------------- |
|      | Grã-Bretanha (GBR) | Richard Gunn   |
|      | Grã-Bretanha (GBR) | Charles Morris |
|      | Grã-Bretanha (GBR) | Hugh Roddin    |

| Quartas de final |     |           |                 |     |
| Vencedor         | Cod | Resultado | Perdedor        | Cod |
| Thomas Ringer    | GBR | 2 - 0     | Louis Constant  | FRA |
| Richard Gunn     | GBR | NOC 2º    | Etienne Poillot | FRA |
| Hugh Roddin      | GBR | 2 - 0     | John Lloyd      | GBR |
| Charles Morris   | GBR | 2 - 0     | Edward Adams    | GBR |
| Semi-final       |     |           |                 |     |
| Richard Gunn     | GBR | 2 - 0     | Thomas Ringer   | GBR |
| Charles Morris   | GBR | 2 - 0     | Hugh Roddin     | GBR |
| Final            |     |           |                 |     |
| Richard Gunn     | GBR | 2 - 0     | Charles Morris  | GBR |

## Peso leve (até 63,5 kg)
| Pos. | País               | Atletas           |
| ---- | ------------------ | ----------------- |
|      | Grã-Bretanha (GBR) | Frederick Grace   |
|      | Grã-Bretanha (GBR) | Frederick Spiller |
|      | Grã-Bretanha (GBR) | Harry Johnson     |

| Oitavas de final  |     |           |                   |     |
| Vencedor          | Cod | Resultado | Perdedor          | Cod |
| Harry Johnson     | GBR | 2 - 0     | Hemming Hansen    | DEN |
| Harold Holmes     | GBR | NOC 2º    | André Bouvie      | FRA |
| George Jessup     | GBR | NOC 1º    | Frank Osborne     | GBR |
| Frederick Spiller | GBR | 2 - 0     | Patrick Fee       | GBR |
| Matt Wells        | GBR | 2 - 1     | Valdemar Holberg  | DEN |
| Frederick Grace   | GBR | 2 - 0     | Edward Fearman    | GBR |
| Quartas de final  |     |           |                   |     |
| Harry Johnson     | GBR | 2 - 1     | Harold Holmes     | GBR |
| Frederick Spiller | GBR | NOC 2º    | George Jessup     | GBR |
| Frederick Grace   | GBR | 2 - 0     | Matt Wells        | GBR |
| Semi-final        |     |           |                   |     |
| Frederick Spiller | GBR | 2 - 0     | Harry Johnson     | GBR |
| Final             |     |           |                   |     |
| Frederick Grace   | GBR | 2 - 0     | Frederick Spiller | GBR |

## Peso médio (até 71,7 kg)
| Pos. | País               | Atletas        |
| ---- | ------------------ | -------------- |
|      | Grã-Bretanha (GBR) | John Douglas   |
|      | Australásia (ANZ)  | Reginald Baker |
|      | Grã-Bretanha (GBR) | William Philo  |

| Oitavas de final |     |           |                |     |
| Vencedor         | Cod | Resultado | Perdedor       | Cod |
| William Childs   | GBR | vence     | Gaston Aspa    | FRA |
| Reginald Baker   | ANZ | NOC 2º    | William Dees   | GBR |
| William Philo    | GBR | 2 - 1     | Arthur Murdoch | GBR |
| Ruben Warnes     | GBR | NOC 2º    | Charles Morard | FRA |
| John Douglas     | GBR | NOC 1º    | René Doudelle  | FRA |
| Quartas de final |     |           |                |     |
| Reginald Baker   | ANZ | 2 - 0     | William Childs | GBR |
| Semi-final       |     |           |                |     |
| Reginald Baker   | ANZ | NOC 1º    | William Philo  | GBR |
| John Douglas     | GBR | NOC 2º    | Ruben Warnes   | GBR |
| Final            |     |           |                |     |
| John Douglas     | GBR | 2 - 0     | Reginald Baker | ANZ |

## Peso pesado (+ 71,7 kg)

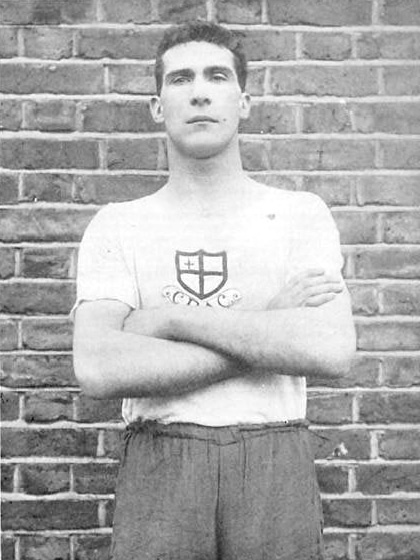
O britânico Albert Oldman venceu suas lutas por nocaute e não deu chance aos seus compatriotas

| Pos. | País               | Atletas         |
| ---- | ------------------ | --------------- |
|      | Grã-Bretanha (GBR) | Albert Oldman   |
|      | Grã-Bretanha (GBR) | Sydney Evans    |
|      | Grã-Bretanha (GBR) | Frederick Parks |

| Quartas de final |     |           |                 |     |
| Vencedor         | Cod | Resultado | Perdedor        | Cod |
| Sydney Evans     | GBR | NOC 1º    | Albert Ireton   | GBR |
| Frederick Parks  | GBR | 2 - 0     | Harold Brewer   | GBR |
| Albert Oldman    | GBR | NOC 1º    | Ian Myrams      | GBR |
| Semi-final       |     |           |                 |     |
| Sydney Evans     | GBR | 2 - 1     | Frederick Parks | GBR |
| Final            |     |           |                 |     |
| Albert Oldman    | GBR | NOC 1º    | Sydney Evans    | GBR |

## Quadro de medalhas do boxe
| Pos. | País             | Ouro | Prata | Bronze | Total |
| 1    | GBR Grã-Bretanha | 5    | 4     | 5      | 14    |
| 2    | ANZ Australásia  | 0    | 1     | 0      | 1     |